# Mohammadbagher Jachkeszi
Mohammadbagher Jachkeszi (pers. محمدباقر یخکشی; ur. 1996) – irański zapaśnik walczący w stylu wolnym. Zajął piąte miejsce na mistrzostwach świata w 2018. Srebrny medalista wojskowych MŚ w 2021 roku.